# 명천역
명천역(明川驛)은 조선민주주의인민공화국 함경북도 명천군에 위치한 평라선의 철도역이다.
평라선의 지선 중 하나인 고참탄광선이 본 역에서부터 신명천역까지 연결되어 있다.